# Kreodanthus bugabae
Kreodanthus bugabae är en orkidéart som beskrevs av Paul Ormerod. Kreodanthus bugabae ingår i släktet Kreodanthus och familjen orkidéer.
Artens utbredningsområde är Panamá. Inga underarter finns listade i Catalogue of Life.